# Кривня
Кри́вня — село в Україні, у Рогатинській міській громаді Івано-Франківського району Івано-Франківської області.

## Історія
26 січня 1946 р. в лісі біля села загинув Котельницький Григорій Володимирович (псевдо: «Шугай», «Петренко») — український військовий діяч, вістун, хорунжий (1.10.1944), поручник (15.04.1945), сотник (22.01.1946), курінний УПА, командир куреня «Дружинники», командир Тактичних відтинків ТВ-11 «Пліснисько» і ТВ-15 «Яструб» 2-ї Військової округи «Буг»; відзначений Срібним хрестом бойової заслуги 1 класу (25.04.1945).
Нині криївку, у якій загинув «Шугай», відновлено і встановлено меморіальну таблицю.
12 червня 2020 року, відповідно до Розпорядження Кабінету Міністрів України  № 714-р «Про визначення адміністративних центрів та затвердження територій територіальних громад Івано-Франківської області», увійшло до складу Рогатинської міської громади.
19 липня 2020 року, в результаті адміністративно-територіальної реформи та ліквідації Рогатинського району, село увійшло до складу новоутвореного Івано-Франківського району.

## Населення

### Мова
Розподіл населення за рідною мовою за даними перепису 2001 року:
| Мова       | Кількість | Відсоток |
| ---------- | --------- | -------- |
| українська | 193       | 99.48%   |
| російська  | 1         | 0.52%    |
| Усього     | 194       | 100%     |